# گورنیا وربیتسا
گورنیا وربیتسا (به لاتین: Gornja Vrbica) یک منطقهٔ مسکونی در مونته‌نگرو است که در شهرداری پتنیکا واقع شده‌است. گورنیا وربیتسا ۸۰۱ نفر جمعیت دارد.